# Felix Bläker
Felix Bläker (* 30. März 1935 in Borken; † 10. September 2016 in Köln) war ein deutscher Arzt für Kinderheilkunde und Hochschullehrer.

## Berufliches Wirken
Bläker studierte Medizin an der Universität Hamburg, wo er 1960 das Staatsexamen absolvierte und 1962 mit der Dissertation „Erhöhungen des Reststickstoffs und ihre Beeinflußbarkeit bei geburtsgeschädigten und mit Sauerstoff beatmeten Neugeborenen während der ersten Lebenstage“ zum Dr. med. promoviert wurde. Von 1968 bis 1973 war er als Privatdozent und anschließend bis 1987 als Professor für Kinderheilkunde und Leiter der Abteilung für pädiatrische Nephrologie an der Universität Hamburg tätig. Sein wissenschaftliches Interesse galt der Immunpathologie von Nierenerkrankungen, immunogenen Entzündungen und dem Phänomen der Immuninsuffizienz. Sein akademischer Lehrer war Karl-Heinz Schäfer.
Von 1979 bis 1981 war er Direktor und von 1981 bis 1987 stellvertretender Direktor der Universitäts-Kinderklinik Hamburg.
Von 1987 bis 2000 war Bläker Chefarzt der Klinik für Kinder- und Jugendmedizin am Kinderkrankenhaus Amsterdamer Straße der Kliniken der Stadt Köln und zugleich dessen Ärztlicher Direktor. Er war Stellvertretendes Geschäftsführendes Mitglied in der Gutachterkommission für ärztliche Behandlungsfehler bei der Ärztekammer Nordrhein, und 1984–1987 Präsident der Deutschen Gesellschaft für Kinder- und Jugendmedizin, die ihn 2000 zum Ehrenmitglied ernannte.

## Publikationen (Auswahl)
- Beate Weber, Felix Bläker: Fehlbehandlungen bei Kindern und Jugendlichen. Pädiater seltener betroffen als andere Fachärzte. In: Deutsches Ärzteblatt. Band 110, Nr. 9, 1. März 2013, S. A 380–382 (aerzteblatt.de).
- Felix Bläker, Karl Joseph Schäfer: Fehlerhafte Diagnose und Behandlung einer angeborenen Hüftdysplasie. In: Rheinisches Ärzteblatt. Nr. 3, 1. März 2012, S. 21–22 (aekno.de [PDF]).